# Anthicus watarasensis
Anthicus watarasensis is een keversoort uit de familie snoerhalskevers (Anthicidae). De wetenschappelijke naam van de soort is voor het eerst geldig gepubliceerd in 1994 door Sakai & Ohbayashi.